# Zyzyxia
Zyzyxia, biljni tropski rod s poluotoka Yucatána kojemu pripada svega jedna vrsta, Zyzyxia lundellii. To je grmovita biljka koja naraste do tri metra visine, a pripada porodici glavočika (Compositae). Latice cvijeta su žute, a listovi prekriveni grubim dlačicama. Raste po tropskim šumama u Gvatemali i Belizeu.
Biljka je poznata i pod sinonimnim nazivima Lasianthaea lundellii (H.Rob.) B.L.Turne i Oyedaea lundellii H.Rob.